# Ardashir

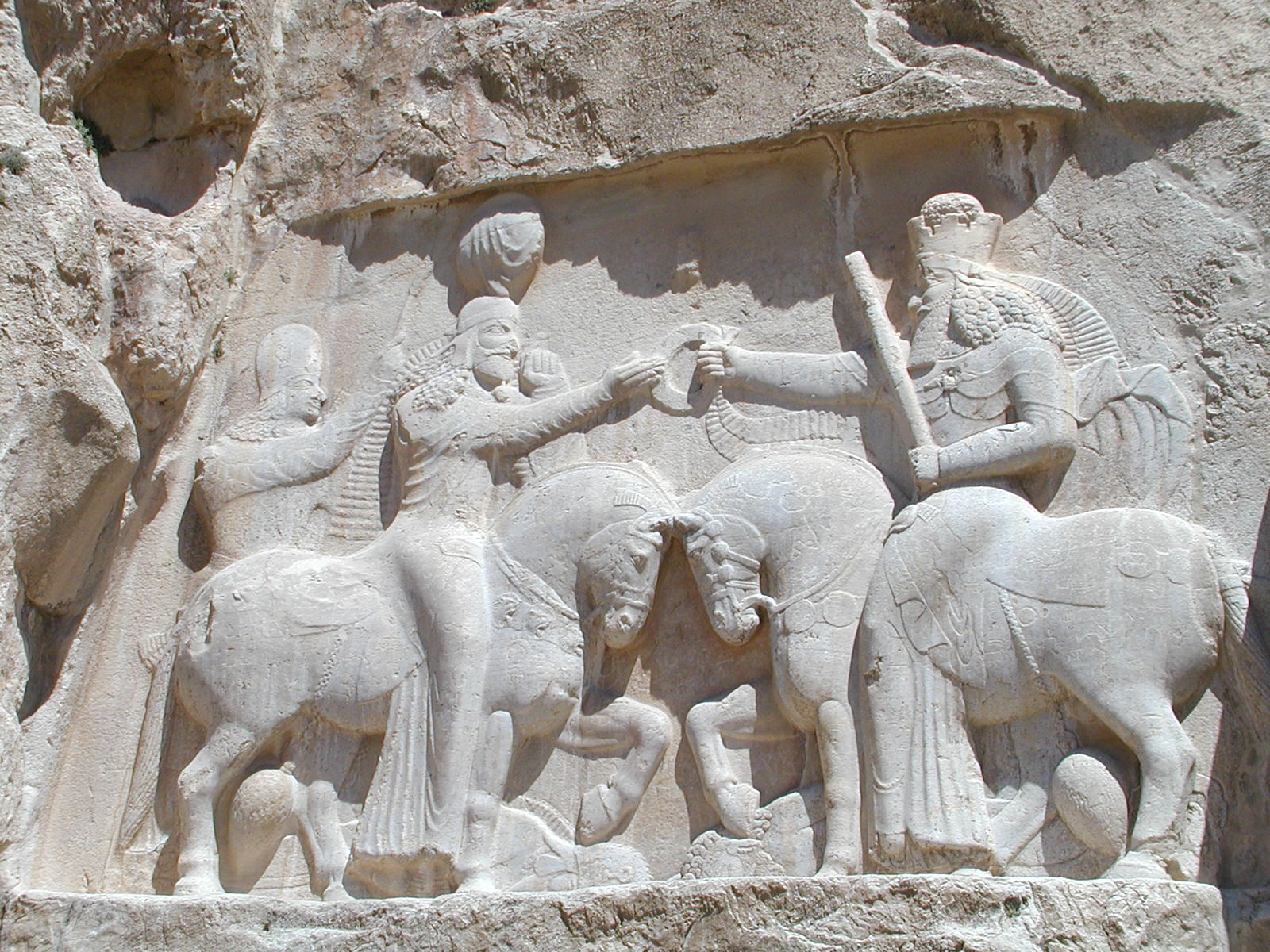
Ardashir ontvangt de Ring der Macht van Ahura Mazda. Reliëf in Naqsh-e Rustam.

Ardashir I (Arđaxšēr "Hij die de Goddelijke Orde als zijn koninkrijk heeft") was de eerste koning der koningen (sjahansjah) van de Sassaniden, de dynastie die heerste over 'Eran', zoals het Iran, het Perzische Rijk, in het Middelperzisch genoemd werd. Ardashir regeerde van 226-241. Andere varianten van zijn naam zijn Artaxares, Artashastra en Artakhshathra.

## Familie
Hij was de zoon van Pāpağ (ook wel Papak of Pabag genoemd) en waarschijnlijk in 180 geboren in Tirudeh in de omgeving van Istakhr in Persis (Fars). Zijn moeder was prinses Rodak van de Shabankareh-stam. Het is niet helemaal duidelijk of Pāpağ de zoon van Sassan was, maar ze stamden hoogstwaarschijnlijk wel allebei uit een oud geslacht van priesters van de tempel van de godin Anahita. Sassan zou afstammen van de oude Achaemenidische heersers van een half millennium eerder, maar dat kan latere propaganda zijn om de heerschappij van de naar hem genoemde Sassaniden een grotere legitimiteit te geven. Volgens het 6e-eeuwse epos Karnamag i Ardaxsir i Pabagan, het boek van de daden van Ardashir, de zoon van Pabag, zou Ardashir afstammen van koning Dara, de achaemenide Darius.

## Vazalvorst
Ardashir werd vorst van Darabgerd en verkreeg de titel Argbad van Guchehr (Gozihr), de koning van Persis, een vazal van de Parthen. Hij kwam al gauw in conflict met Guchehr en versloeg hem in 200, samen met zijn vader Pāpağ, die Guchehrs kroon overnam. Volgens bronnen was Papag priester van de vuurtempel van Anahid in de stad Istakhr. Maar toen Pāpağ stierf ging de kroon van Persis aanvankelijk naar Ardashirs oudere broer Shapur. Ardashir daagde hem uit tot een tweegevecht, maar zo ver kwam het niet: Shapur stierf toen er een gebouw instortte - de toedracht daarvan is niet duidelijk. Ardashir verhief zichzelf daarop (208) tot koning van Persis en schakelde al zijn andere broers uit door ze te vermoorden. Ook de roerige adel van Persis werd verslagen en daarna was de beurt aan een aantal kleinere buurvorsten, zoals Balash van German in 229, Nirofar van Ahvaz en Sinatruk van Oman. De Parthen waren het dominerende volk in Perzië, en de koning van Parthië was de heerser in Perzië. Zij begonnen ongerust te worden door de veroveringsacties van Ardashir, maar konden niet veel beginnen tegen hun machtige vazal.

## Opstand tegen de Parthen
Het duurde tot 224 voor de ambitieuze koning van Persis openlijk in opstand kwam tegen de Parthische koning Artabanus IV. De Parthen hadden opnieuw een nederlaag tegen de Romeinen geleden en het was duidelijk aan vele vorsten dat er verandering moest komen in het verroeste staatsapparaat van de Parthen. Ardashir kreeg al snel ook de steun van de stammen in Medië en Atropatene. In april 224 kwam het tot een treffen (slag bij Hormizdegan) dat op de reliëfs van Firuzabad afgebeeld staat als een lansduel. Ardashir won. Het Parthische verzet ebde al spoedig weg. Parthen, Assyriërs, Meden en Perzen verzamelden zich snel onder Ardashirs vlag. Alleen in Hatra bleef de Parthische dynastie nog enige tijd in het zadel.

## Hervormingen

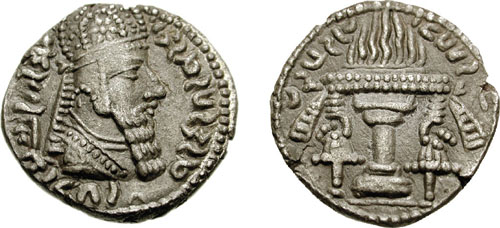
Ardashir afgebeeld op een munt. Op de keerzijde ziet men een vuuraltaar met twee priesters.

Ardashir begon aan grondige hervormingen. Het Parthische Rijk was vrij los, feodaal van aard geweest. Hij begon het sterk te centraliseren en dat stuitte op verzet van koning Madig van de Meden. Aanvankelijk versloeg Madig de nieuwe sjahansjah, maar Ardashir sloeg keihard terug en het verzet werd snel gebroken. In 227 kon hij Makran, Seistan en Gorgan annexeren, streken die min of meer onafhankelijk waren geweest, en daarna was het de beurt aan Balch, Margiana en Chorasmië. De Kushana bleven autonoom maar erkenden wel zijn oppergezag.

### Iranshahr
Op het rotsreliëf bij Naqsh-e Rustam staat Ardashir te paard boven het dode lichaam van Artabanus IV, met tegenover hem Ormazd, eveneens te paard, boven het verslagen lichaam van de boze demon Ahriman. Ormzad overhandigt aan Ardashir het 'symbool van soevereiniteit'. Hij wilde zo aangeven dat hij door God was aangewezen om over het land te heersen, dat volgens de  inscriptie Iranshahr heet (het land van de Iraniërs/Ariërs) en over het volk Eran (Iraniërs). Iranshahr werd eerder in de Avesta genoemd als het 'mythische thuisland van de Ariërs' en werd nu gebruikt voor de regio waarover de Sassaniden regeerden.

## Romeinen
Zo was het Sassanidenrijk op slag een geduchte rivaal voor de Romeinen geworden. In Rome keek men vreemd op toen Ardashir zijn 'rechtmatig bezit' terug eiste, maar toen hij samen met zijn zoon Shapur I in 229 de Romeinen uit Mesopotamië en zelfs uit Syrië verdreef, drong het door dat men nu met een veel gevaarlijker oosterbuur te maken had.
Na enig vergeefs diplomatiek overleg viel keizer Alexander Severus in 231 op drie fronten aan. Een zuidelijke aanval in de richting van Khuzestan en een noordelijke in Armenië waren bedoeld de aandacht af te leiden van de hoofdaanval in het centrum, erop gericht de hoofdstad Ctesifon in te nemen. De noordelijke aanval liep gesmeerd en de Romeinen stonden al snel in Atropatene, de zuidelijke liep ook goed maar bereikte Khuzestan nog niet. De centrale aanval echter stuitte op de zware Perzische ruiterij, de Saravan, die de Romeinen versloeg. Nu wreekte zich de verdeling van de aanval in drie takken en de hele onderneming kwam op losse schroeven te staan. Op 25 september 233 hield Alexander Severus nog wel een 'overwinningstoespraak', maar de gevoelige nederlaag bij Ctesifon verzweeg hij om zich vervolgens deels terug te trekken. Ardashir had overigens ook niet de middelen om hem nog te achtervolgen. Zo eindigde de strijd zoals zo vaak tussen Rome en de Perzen min of meer in een gelijk spel. Alexander Severus stierf in 235 en de Sassaniden vielen Mesopotamië, Dura, Nisbis en Hatra binnen.

## Opvolging
Ardashir schijnt in zijn laatste jaren op de troon wat moegestreden te zijn en waarschijnlijk deelde hij de regering met zijn zoon. Hij stierf uiteindelijk in 241 en hij werd opgevolgd door zijn zoon Shapur I.